# جیمز دولی (آهنگساز)
جیمز دولی (انگلیسی: James Dooley؛ زادهٔ ۲۲ اوت ۱۹۷۶) یک موسیقی‌دان اهل ایالات متحده آمریکا است.